# 救贖者
《救贖者》是挪威作家尤·奈斯博所著的犯罪小說，是哈利·霍勒系列的第六本小說，於2005年出版。

## 故事簡介
圣诞节前夕，奥斯陆一场慈善活动上发生槍擊案，唯一的线索是凶手脖子上的一條红领巾。因為揭露警队丑闻，哈利·霍勒在工作上遭到同事孤立，只有下属杰克·哈尔沃森與他的鉴证科女友貝亞特·朗仍然愿意协助他调查此案。然而在調查過程中，哈尔沃森遭遇不測，哈利不得不追隨线索忍痛親赴克罗地亚。儘管最後真相大白，哈利卻決定不訴諸于法律。